# Огородников, Владимир Иванович (геолог)
Владимир Иванович Огородников (24 августа 1947 — 5 сентября 2006) — советский и украинский геолог, доктор геологических наук, профессор Киевского национального университета имени Тараса Шевченко.

## Биография
Родился 24 августа 1947 в Мурманске (РСФСР). Окончил в 1970 году географический факультет Киевского университета. Университетский работник с 1987 года: старший научный сотрудник, ведущий научный сотрудник научно-исследовательской части географического факультета. В 1994—2002 годах доцент, в 2002—2005 профессор кафедры землеведения и геоморфологии, в 2005—2006 годах старший научный сотрудник научно-исследовательской части. Кандидатская диссертация «Современное осадконакопления на шельфе Чукотского моря» защищена в 1977 году, докторская на тему «Современный седиментогенез во внутриконтинентальных бассейнах гумидных зоны» защищена в 2001. Читал курсы «Морская геоморфология», «Минералогия и петрография», «Геология и полезные ископаемые мира», «Литология и рациональный анализ». Развивал новое направление — гидрогенной геоморфологию. Принимал участие во многих океанографических экспедициях в северных, дальневосточных и южных морях специальных исследованиях по изучению береговой зоны морей и седиментации в водохранилищах, озёрах и лиманах Украины. Проводил экспедиционные работы на Украине, Европейском Заполярье, Прибалтике, Чукотке и Дальнем Востоке, на шельфе Румынии и Болгарии, включая научные исследования на научно-исследовательских судах.